# Seznam zápasů české fotbalové reprezentace 1997
V roce 1997 odehrála česká fotbalová reprezentace celkem 14 mezistátních zápasů, z toho 7 kvalifikačních o MS 1998, 5 na Konfederačním poháru 1997 a 2 přátelská. Celková bilance byla 8 výher, 1 remíza a 5 proher. Hlavním trenérem byl Dušan Uhrin.

## Přehled zápasů
| 26. února 1997 přátelský            |       |             |                                                 |
| Česko                               | 4 – 1 | Bělorusko   | Poděbrady diváci: 7 500 rozhodčí: Václav Krondl |
| Wagner 12' Rada 63', 68' Berger 72' |       | 43' Razumaŭ | Poděbrady diváci: 7 500 rozhodčí: Václav Krondl |

| 12. března 1997 přátelský |       |               |                                              |
| Česko                     | 2 – 1 | Polsko        | Bazaly, Ostrava diváci: 15 817 rozhodčí: Žuk |
| Kuka 21' Rada 64'         |       | 90' Zieliński | Bazaly, Ostrava diváci: 15 817 rozhodčí: Žuk |

| 2. dubna 1997 kvalifikace MS 1998, skupina 6 |       |                             |                                                  |
| Česko                                        | 1 – 2 | Jugoslávie                  | Letná, Praha diváci: 19 137 rozhodčí: Marc Batta |
| Bejbl 75'                                    |       | 27' Mijatović 90' Milošević | Letná, Praha diváci: 19 137 rozhodčí: Marc Batta |

| 8. června 1997 kvalifikace MS 1998, skupina 6 |       |       |                                                               |
| Španělsko                                     | 1 – 0 | Česko | Jose Zorilla, Valladolid diváci: 30 000 rozhodčí: Hugh Dallas |
| Hierro 41' (pen.)                             |       |       | Jose Zorilla, Valladolid diváci: 30 000 rozhodčí: Hugh Dallas |

| 20. srpna 1997 kvalifikace MS 1998, skupina 6 |       |                 |                                                                   |
| Česko                                         | 2 – 0 | Faerské ostrovy | Na Stínadlech, Teplice diváci: 8 322 rozhodčí: Algirdas Dubinskas |
| Kuka 15' (pen.) Kozel 26'                     |       |                 | Na Stínadlech, Teplice diváci: 8 322 rozhodčí: Algirdas Dubinskas |

| 26. srpna 1997 kvalifikace MS 1998, skupina 6 |       |            |                                                                   |
| Slovensko                                     | 2 – 1 | Česko      | Tehelné pole, Bratislava diváci: 26 000 rozhodčí: Piero Ceccarini |
| Jančula 45' Majoroš 55'                       |       | 15' Šmicer | Tehelné pole, Bratislava diváci: 26 000 rozhodčí: Piero Ceccarini |

| 6. září 1997 kvalifikace MS 1998, skupina 6 |       |                            |                                                               |
| Faerské ostrovy                             | 0 – 2 | Česko                      | Svangaskard, Tórshavn diváci: 1 000 rozhodčí: Bertrand Saules |
|                                             |       | 16' Šmicer 33' (pen.) Kuka | Svangaskard, Tórshavn diváci: 1 000 rozhodčí: Bertrand Saules |

| 23. září 1997 kvalifikace MS 1998, skupina 6 |       |           |                                                            |
| Malta                                        | 0 – 1 | Česko     | Ta Quali, La Valletta diváci: 3 000 rozhodčí: Amand Ancion |
|                                              |       | 32' Bejbl | Ta Quali, La Valletta diváci: 3 000 rozhodčí: Amand Ancion |

| 11. října 1997 kvalifikace MS 1998, skupina 6 |       |           |                                                |
| Česko                                         | 3 – 0 | Slovensko | Letná, Praha diváci: 5 428 rozhodčí: Urs Meier |
| Šmicer 54' Siegl 70' Novotný 73'              |       |           | Letná, Praha diváci: 5 428 rozhodčí: Urs Meier |

| 13. prosince 1997 Konfederační pohár 1997, skupina B |       |                            |                                                             |
| Česko                                                | 2 – 2 | Jihoafrická republika      | Krále Fahda, Rijád diváci: 8 000 rozhodčí: Javier Castrilli |
| Šmicer 19', 40'                                      |       | 39' Augustine 86' Mchalele | Krále Fahda, Rijád diváci: 8 000 rozhodčí: Javier Castrilli |

| 15. prosince 1997 Konfederační pohár 1997, skupina B |       |                          |                                                      |
| Česko                                                | 1 – 2 | Uruguay                  | Krále Fahda, Rijád diváci: 5 000 rozhodčí: Saad Mane |
| Siegl 90'                                            |       | 26' Olivera 89' Zalayeta | Krále Fahda, Rijád diváci: 5 000 rozhodčí: Saad Mane |

| 17. prosince 1997 Konfederační pohár 1997, skupina B |       |                |                                                        |
| Česko                                                | 6 – 1 | SAE            | Krále Fahda, Rijád diváci: 5 000 rozhodčí: Rene Ortube |
| Obaid 11' (vl.) Nedvěd 22', 42' Šmicer 31', 68', 71' |       | 78' Al-Talyani | Krále Fahda, Rijád diváci: 5 000 rozhodčí: Rene Ortube |

| 19. prosince 1997 Konfederační pohár 1997, semifinále |       |                         |                                                                |
| Česko                                                 | 0 – 2 | Brazílie                | Krále Fahda, Rijád diváci: 25 000 rozhodčí: Lucien Bouchardeau |
|                                                       |       | 54' Romário 83' Ronaldo | Krále Fahda, Rijád diváci: 25 000 rozhodčí: Lucien Bouchardeau |

| 21. prosince 1997 Konfederační pohár 1997, o 3. místo |       |         |                                                                |
| Česko                                                 | 1 – 0 | Uruguay | Krále Fahda, Rijád diváci: 20 000 rozhodčí: Lucien Bouchardeau |
| Lasota 63'                                            |       |         | Krále Fahda, Rijád diváci: 20 000 rozhodčí: Lucien Bouchardeau |